# Sloanea oxyacantha
Sloanea oxyacantha är en tvåhjärtbladig växtart som beskrevs av Albert Charles Smith. Sloanea oxyacantha ingår i släktet Sloanea och familjen Elaeocarpaceae. Inga underarter finns listade i Catalogue of Life.